# اتش ام في

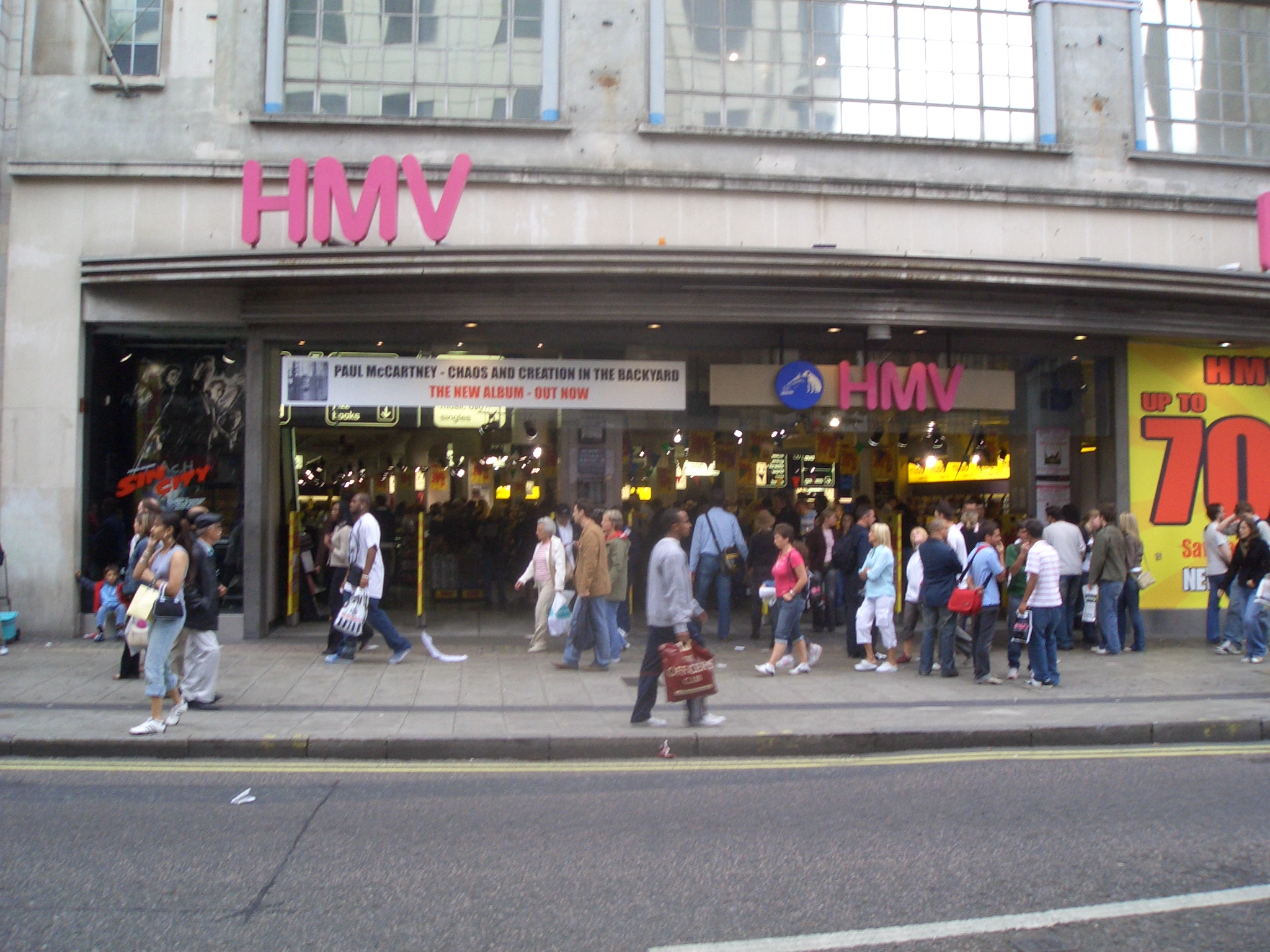
«اتش ام في» - فرع شارع أكسفورد.

اتش ام في (HMV - اختصار لعبارة «هيز ماسترز فويس») هي أقدم سلسلة متاجر للتسجيلات الموسيقية في بريطانيا.
افتتح أول محالها في شارع أكسفورد بلندن سنة 1921 م. في سنة 2013 م، أعلنت الشركة عن افلاسها ووعز ذلك إلى التحميل المتزايد للموسيقى والأفلام عبر المواقع الإلكترونية. لكن بعد ذلك بيعت مجموعة «اتش ام في» لمالك جديد وبقيت بعض فروعها مفتوحة.